# دونکربروک
دونکربروک (به هلندی: Donkerbroek) یک منطقهٔ مسکونی در هلند است که در اوست‌استلینگ‌ورف واقع شده‌است. دونکربروک ۱٬۸۳۳ نفر جمعیت دارد.